# Josquin des Prez
Josquin des Prez (des Prés, Després, Deprez, Desprez, Josquin a Prato, Pratensis, del Prato, Jusquino da Frantia, Josquin d'Ascanio stb.) (~1450. – Condé-sur-l’Escaut, 1521. augusztus 27.) frankoflamand zeneszerző, a Palestrina előtti időszak legnagyobbja, a „zene fejedelme”.

## Élete
Josquin (gyakran így is nevezik) életének korai szakasza nem eléggé ismert, a források sokszor ellentmondó adatokat közölnek. Vagy az észak-franciaországi Burgundiában, vagy Hainaut-ban (a mai Belgium területén) született az 1450–1455 közötti időszakban. 1466 körültől, apja halála után nagybátyja (Gilles Lebloitte dit Desprez) nevelte, innen származik akkori családneve, a Lebloitte. Az utókor frankoflamandnak mondja, ő azonban többször is franciának vallotta magát. Zenei képzése valószínűleg az akkoriban zenei központnak számító Saint-Quentin-dóm kórusa tagjaként kezdődött 1460 körül, később Párizsban Ockeghem tanítványa, majd barátja lett, aki a legnagyobb hatást tette zenei arculatának kialakulására. 1477-ben templomi énekes volt Aix-en-Provence-ban.
1480-tól a Sforzák udvari énekese volt Milánóban, Gaspar van Weerbecke irányítása alatt, majd 1484-től 1494-ig – kis megszakítással – Rómában a pápai kórus tagja volt (először VIII. Ince, majd VI. Sándor pápa idején). Nem pontosan ismert időpontokban rövid ideig Modenában, Párizsban és Ferrarában tartózkodott, ahol kórusokat irányított.
1498-ban ismét Milánóban tartózkodott, de a franciák 1499-es invázióját követően Párizsba utazott, ahol XII. Lajos francia király udvari zeneszerzője lett. Egyes források arról szólnak, hogy az 1500-as évek legelején a magyar királyi udvarban tartózkodott. Ha így volt, akkor ez az időszak II. Ulászló idejére esett. 1503-ban visszatért Itáliába, ahol I. Herkules ferrarai herceg szolgálatába állt. Néhány nevezetes kompozíciót írt itt, például a Savonarola hatására született Misererét, leggyakrabban játszott motettáját, a Virgo Salutiferi című virtuóz motettát és a Missa Hercules Dux Ferrariae misét. A következő évben kitört pestisjárvány miatt a hercegi udvar kitelepült a városból, maga Josquin pedig visszatért – immár végleg – Franciaországba, ahol 1504. május 3-án elfoglalta Condé-sur-l'Escaut Notre Dame-templomának préposti állását. Itt tevékenykedett haláláig. Vannak feljegyzések arról, hogy azért időnként eleget tett egy-egy meghívásnak: 1513-ban nem kevésbé szavahihető szemtanú, mint Vincenzo Galilei, a következőket jegyezte fel Josquin Després római látogatásáról: „X. Leó annyira élvezte a több dallam egyszerre való éneklésével jellemzett új énekmódot, hogy pápaságának első évében Rómába hívta Franciaországból és Flandriából az összes kontrapunktistát, akik jelentős jutalmakat kaptak a pápától.” Különös módon a reformáció atyját, Luther Mártont is megbabonázta Josquin talentuma: „A hangok mestere ő: engedelmeskednek is akaratának, míg más mesterek a hangok akaratának kénytelenek engedelmeskedni” – írta.

## Hatása
Josquint már kortársai a zene fejedelmének nevezték, uralkodók és egyházi emberek sorát bűvölte el zenéjével. Működése révén végérvényesen vége lett a középkori zenének, a reneszánsz utat tört magának ezen a területen is. Művein – elsősorban fiatalabb korában – felfedezhető az Ockeghemre és más németalföldi zeneszerzőkre jellemző kifinomult kontrapunkt-technika, a mozgalmasságra törekvés és az összetett harmóniák alkalmazása. Ugyanakkor az olasz hatásra ezek a sajátságok finomodnak, és egy letisztultabb, gördülékenyebb, érzékenyebb és világosabb szerkezetű, többszólamú stílusa alakul ki, amelynek révén az egész 16. századi reneszánsz zene mesterévé lett. Josquin az új mise, az új motetta, az új chanson igazi megteremtője. A deklamáció előtérbe helyezése, amivel a szó jelentéséhez igazítja a zenei hangzást (szófestés), az érzelmek szabadabb kifejezését teszi lehetővé. Míg más korabeli zeneszerzők a zene intellektuális megfogalmazását helyezték előtérbe, addig Josquin a szövegre építve ragadta meg a zenei mondanivalót. Ő volt az első, aki az Ószövetség történetei alapján írt motettákat. Nagy hatása nemcsak zeneszerzői működéséből fakad, hanem fontos a pedagógiai tevékenysége is. Számos tehetséges komponista sorolható tanítványai közé, például Jean Mouton, Jean Richafort és Nicolas Gombert.

## Művei

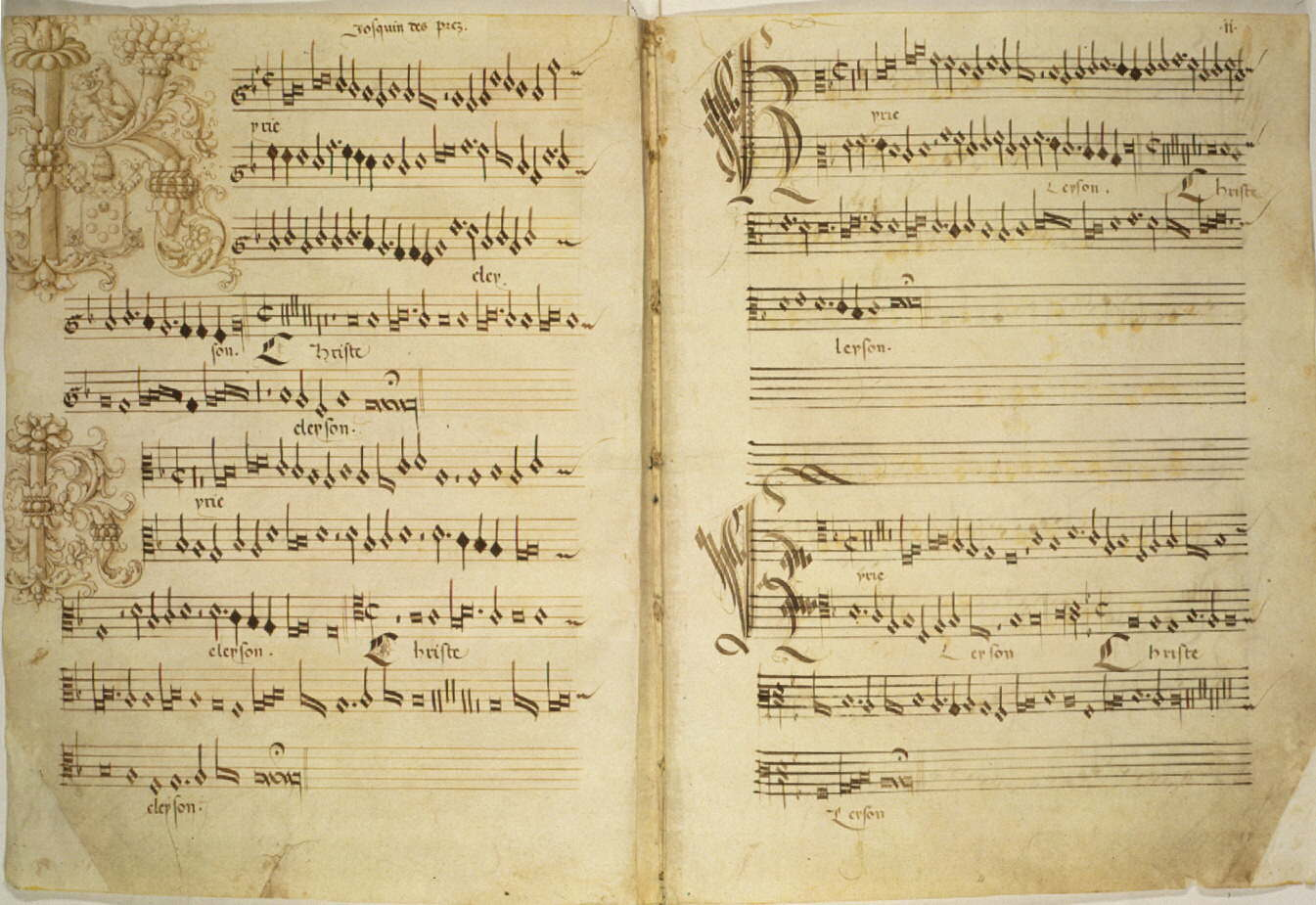
A Missa de Beata Virgine kéziratos kottája

Josquin műveinek listája korántsem teljes és bizonyos, a zenetörténetnek még hosszú időre munkát adnak az ezzel kapcsolatos kutatások. Sok műve elveszett, talán megsemmisült, más ismertek pedig talán hamisítványok.

### Misék
- Missa Ave maris stella, Róma, 1486–1495, (4 hangra).
- Missa de Beata Virgine, (5 hangra).
- Missa di Dadi (N'aray je jamais), (4 hangra).
- Missa Faisant regretz, (4 hangra).
- Missa Fortuna desperata, (4 hangra).
- Missa Gaudeamus, (4 hangra).
- Missa Hercules Dux Ferrariae, Ferrara, 1504, (4 hangra).
- Missa La sol fa re mi, (4 hangra).
- Missa L'ami Baudichon, (4 hangra).
- Missa L'homme armé sexti toni, (4 hangra).
- Missa L'homme armé super voces musicales, (4 hangra).
- Missa Malheur me bat, (4 hangra).
- Missa Mater patris, (4 hangra).
- Missa Pange lingua, Condé, ~1514, (4 hangra).
- Missa Sine nomine, (4 hangra).

Bizonytalanok:
- Missa Ad fugam, (4 hangra).
- Missa Da pacem, (4 hangra).
- Missa Une musque de Biscaye, (4 hangra).
- Missa D'ung aultre amer, (4 hangra).

### Motetták
- Absalon, fili mi.
- Absolve, quaesumus, Domine/Requiem aeternam.
- Alma redemptoris mater.
- Alma redemptoris mater/Ave regina caelorum.
- Ave Maria, gratia plena … benedicta tu.
- Ave Maria, gratia plena … Virgo serena, Milánó, 1485.
- Ave munda spes, Maria.
- Ave nobilissima creatura.
- Ave verum corpus natum.
- Benedicta es, caelorum regina.
- Christum ducem, qui per crucem.
- De profundis clamavi.
- De profundis.
- Domine exaudi orationem meam.
- Domine, ne in fuore tuo.
- Domine, non secundum peccata nostra.
- Ecce, tu pulchra es, amica mea.
- Factum est autem.
- Gaude virgo, mater Christi.
- Homo quidam fecit cenam magnam.
- Honor, decus, imperium.
- Huc me sydereo descendere jussit Olympo.
- Illibata Dei virgo nutrix.
- In exitu Israel de Aegypto.
- In illo tempore assumpsit Jesus doudecim disciplus.
- Iniquos odio habui.
- In principio erat Verbum.
- Inviolata, integra.
- Jubilate Deo omnis terra.
- Liber generationis Jesu Christi.
- Magnificat quarti toni.
- Magnificat terii toni.
- Memor esto verbi tui.
- Miserere, Ferrara, 1503.
- Misericordias Domini in aeternum cantabo, Franciaország, 1480/1483.
- Missus est Gabriel angelus ad Mariam Virginem.
- Mittit ad virginem.
- Monstra te esse matrem.
- O admirabile commercium.
- O bone et dulcissime Jesu.
- O Domine Jesu Christe.
- O virgo prudentissima.
- O virgo virginum.
- Pater noster, Condé, 1505–1521.
- Planxit autem David.
- Praeter rerum seriem.
- Qui edunt me adhuc.
- Qui habitat in adiutorio altissimi.
- Qui velatus facie fuisti.
- Salve regina.
- Salve regina, 1502.
- Stabat Mater.
- Tu lumen, tu splendor.
- Tu solus qui facus mirabilia.
- Usquequo Domine oblivisceris me.
- Ut Phoebi radiis.
- Veni, sancte spiritus.
- Victimae paschali laudes.
- Virgo prudentissima.
- Virgo salutiferi, Ferrara, 1505.
- Vultum tuum deprecabuntur, 1480-as évek.

### Chansonok
- A l'heure que je vous.
- A l'ombre d'ung buissonet, au matinet.
- Adieu mes amours.
- Adieu mes amours.
- Baisé moy, ma doulce amye.
- Belle, pour l'amour de vous.
- Bergerette savoyenne.
- Cela sans plus.
- Comment peult haver joye.
- Cueur langoreulx.
- De tous biens plaine.
- De tous biens plaine.
- Douleur me bat.
- Du mien amant.
- Dulces exuviae.
- En l'ombre d'ung buissonet tout, au long.
- En l'ombre d'ung buissonet tout, au long.
- Entré je suis en grant pensée.
- Entré je suis en grant pensée.
- Fama malum.
- Faulte d'argent.
- Fors seulement.
- Fortuna d'un gran tempo.
- Helas madame.
- Ile fantazies de Joskin.
- Incessament livré suis à martire.
- Je me complains.
- Je n'ose plus.
- Je ris et si ay larme.
- Je sey bien dire.
- La belle se siet.
- La Bernardina.
- La plus de plus.
- Le villain [jaloux].
- Ma bouche rit et mon cueur pleure.
- Mille Regretz, (4 hangra).
- Mon mary m'a diffamée.
- N'esse pas ung grant desplaisir.
- Nymphes des bois, Johannes Ockeghem halála alkalmából írta.
- Nymphes, nappés/Circumdederunt me.
- Parfons regretz.
- Petite camusette.
- Plaine de dueil.
- Plus n'estes ma maistresse.
- Plus nulz regretz, 1508–1511.
- Plusieurs regretz.
- Pour souhaitter.
- Quant je vous voye.
- Qui belles amours.
- Recordans de my signora.
- Regretz sans fin.
- Se congié prens.
- Si j'ay perdu mon amy.
- Si j'ay perdu mon amy.
- Tant vous aimme Bergeronette.
- Tenz moy en voz bras.
- Une mousque de Biscaye.
- Vive le roy, (zenekari darab, XII. Lajosnak írta).
- Vous l'arez, s'il vous plaist.
- Vous ne l'arez pas.

### Frottolák
- El Grillo.
- In te Domine speravi per trovar pietà.
- Scaramella va alla guerra.

## Hallgassuk meg!
Magnus es tu, Domine – Tu Pauperum Refugium (előadja Kat Walsh, fagott).

- Mille Regretz (?)
- Mille Regretz (Paula Bär-Giese & Hans Meijer)